# Riccia aliafia
Riccia aliafia är en fjärilsart som beskrevs av Druce 1890. Riccia aliafia ingår som enda art i släktet Riccia och familjen björnspinnare. Inga underarter finns listade.